# 988
Раннє Середньовіччя •  Епоха вікінгів •  Золота доба ісламу •  Реконкіста

## Геополітична ситуація
Візантію очолює Василій II Болгаробійця. Малолітній Оттон III є формальним правителем Священної Римської імперії.
Королем Західного Франкського королівства став, принаймні формально, Гуго Капет.
Апеннінський півострів розділений між численними державами: північ належить Священній Римській імперії, середню частину займає Папська область, на південь від Римської області лежать невеликі незалежні герцогства, деякі області на півночі та на півдні належать Візантії, інші окупували сарацини. Південь Піренейського півострова займає Кордовський халіфат на чолі з Хішамом II. Північну частину півострова займають королівство Астурія і королівство Галісія та королівство Леон, де править Бермудо II.
Королівство Англія очолює Етельред Нерозумний.
У Київській Русі триває правління Володимира. У Польщі править Мешко I. Перше Болгарське царство частково захоплене Візантією, в іншій частині править цар Самуїл. У Хорватії править король Степан Држислав. Великим князем мадярів є Геза.
Аббасидський халіфат очолює ат-Таї, в Єгипті владу утримують Фатіміди, в Середній Азії — Саманіди, починається становлення держави Газневідів. У Китаї продовжується правління династії Сун. Значними державами Індії є Пала, Пратіхара, Чола. В Японії триває період Хей'ан.

## Події
- Великий князь Київський Володимир Святославович, прийняв християнство і ввів християнство на Русі, а також в честь цього заснував місто Лубни.
- На півдні Київщини князь Володимир заснував фортецю для оборони від печенігів, названу на честь християнського імені князя — Василів, сучасний Васильків.
- Заснування першої школи в Києві[1].
- Князь Володимир призначив своїх малолітніх синів князями окремих міст: Мстислав отримав Тмуторокань, Всеволод — Володимир, Святополк — Турів.
- Фактичний правитель Аль-Андалусу Аль-Мансур продовжив військову кампанію проти християн і захопив Леон. Король Леону Бермудо II утік у Самору, а звідти в Галісію.
- Граф Барселони Буррель II не відновив підданства французькому королю. Каталонія стала фактично незалежною.